# لويس كارلوس ميلو لوبيز
لويس كارلوس ميلو لوبيز (بالبرتغالية: Caçapava‏) (24 ديسمبر 1954 في البرازيل - 27 يونيو 2016 في البرازيل) هو لاعب كرة قدم برازيلي في مركز الوسط. لعب مع نادي إنترناسيونال ونادي بالميراس ونادي فورتاليزا ونادي كورينثيانز.

## وصلات خارجية
- لويس كارلوس ميلو لوبيز على موقع قاعدة بيانات كرة القدم.إي يو (الإنجليزية)
- لويس كارلوس ميلو لوبيز على موقع ناشيونال فوتبول تيمز (الإنجليزية)